# Jelcz 043
Jelcz 043 – polski autobus międzymiastowy, produkowany w latach 1959–1986 przez Jelczańskie Zakłady Samochodowe, w Jelczu (obecnie Jelcz-Laskowice). Model ten stanowił licencyjną odmianę czechosłowackiego autobusu Škoda 706 RTO. Z powodu swojego wyglądu zwany potocznie ogórkiem.

## Historia modelu

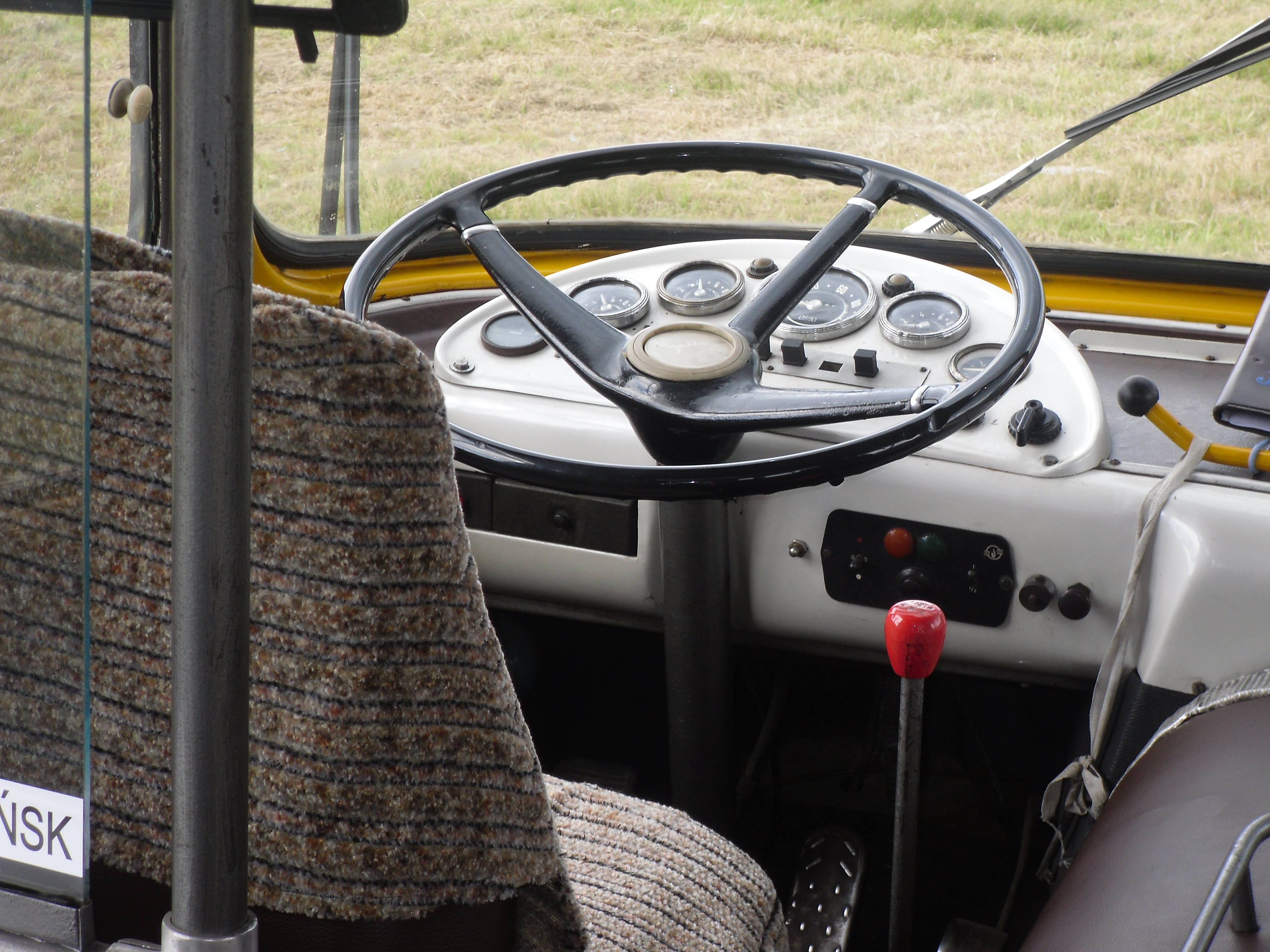
Widok na miejsce kierowcy

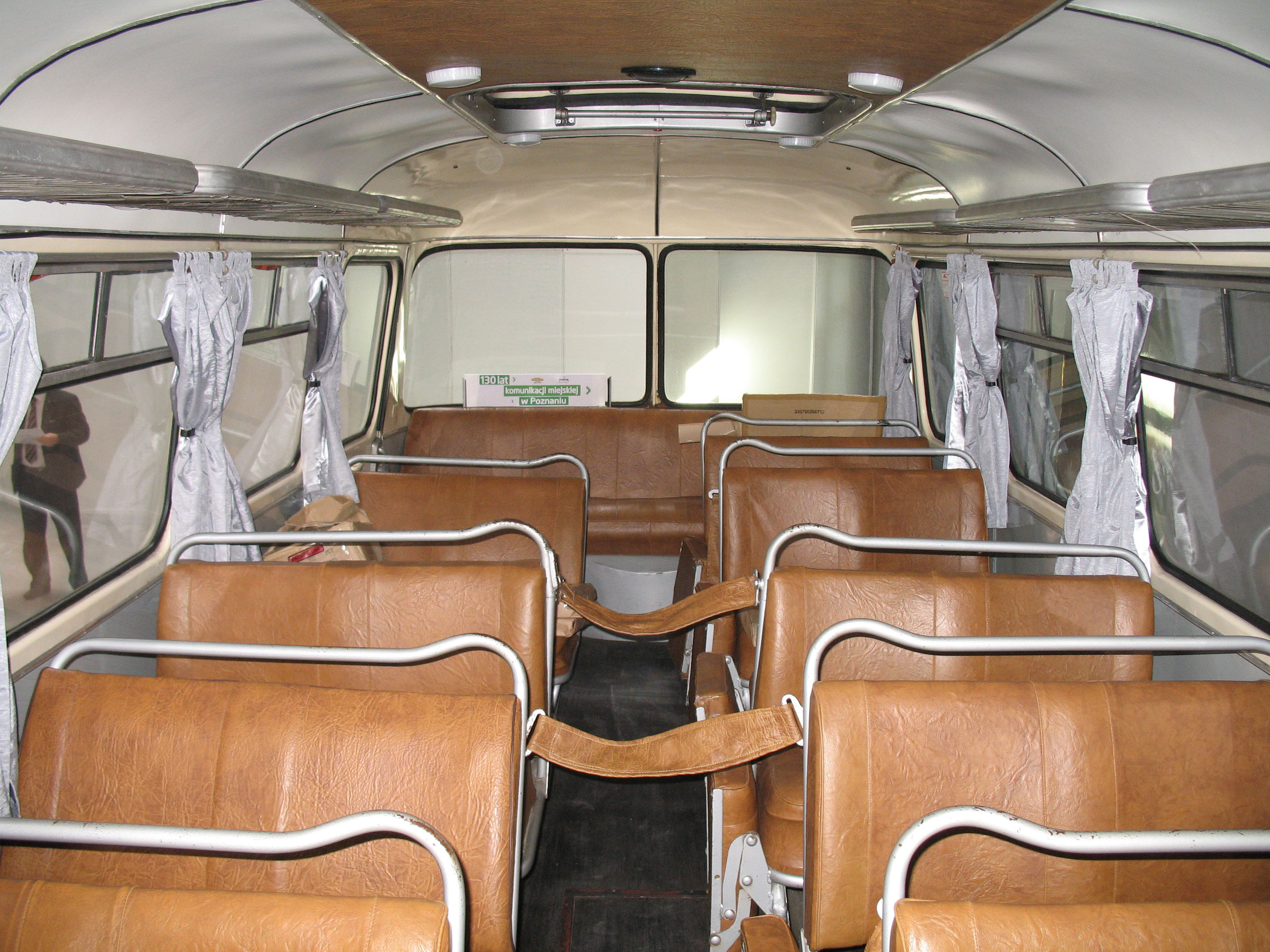
Wnętrze

Przewozy osób między miastami w powojennej Polsce rosły. Wymusiło to wprowadzenie do taboru krajowych przedsiębiorstw komunikacyjnych autobusów o dużej pojemności. W 1957 r., ze względu na brak w ofercie ówcześnie jedynego polskiego producenta autobusów jakim była Sanocka Fabryka Autobusów tego typu pojazdów, rozpoczęto prace konstrukcyjne nad autobusem Odra A81, który bazował na rozwiązaniach samochodu ciężarowego Żubr A80. Pomimo pozytywnych wyników testów tego modelu, podjęto decyzję o przerwaniu dalszych prac konstrukcyjnych i rozpoczęciu współpracy z czechosłowackim przedsiębiorstwem Škoda.
6 grudnia 1958 roku podpisana została umowa między stroną polską a czechosłowacką, o przekazaniu Jelczańskim Zakładom Samochodowym licencji na produkcję autobusu międzymiastowego Škoda 706 RTO z nadwoziem konstrukcji przedsiębiorstwa Karosa z miejscowości Vysoké Mýto. Według postanowień umowy strona czechosłowacka dostarczała zakładowi w Jelczu-Laskowicach kompletne podwozia, na które osadzane były wytwarzane na licencji nadwozia. Pod koniec 1959 roku zmontowano pierwszą próbną serię 20 sztuk autobusu Jelcz 043 (niektóre źródła podają informację o 4 szt.). W następnym roku po rozwinięciu procesu produkcyjnego wytworzono już około 200 tych pojazdów.
Osadzone na podłużnicowej, nitowanej ramie z tłoczonej blachy stalowej, nadwozie Jelcza 043 wykonane zostało z zamkniętych i otwartych profili stalowych spawanych ze sobą. Poszycie zewnętrzne z blach stalowych nitowano do szkieletu nadwozia. W prawej ścianie bocznej autobusu, pomiędzy przednią i tylną osią oraz na zwisie tylnym, umieszczono dwoje jednoskrzydłowych drzwi o szerokości 900 mm. W lewej ścianie bocznej zastosowano natomiast drzwi przeznaczone tylko dla kierowcy. Wnętrze o wysokości 1900 mm, przeznaczone zostało do przewozu 41 pasażerów na stałych miejscach siedzących oraz 10 na dodatkowych siedzeniach rozkładanych (tzw. strapontenach). Przestrzeń pasażerska wykończona została lakierowanymi płytami pilśniowymi, podłogę stanowiły deski sosnowe pokryte gumą. Wnętrze modelu 043 ogrzewane było nagrzewnicą zasilaną ze zbiornika paliwa pojazdu oraz nagrzewnicą wodną. Ponieważ podpodłogowe bagażniki były niewielkie, do przewozu bagażu pasażerów przewidziane zostały wewnętrzne półki umieszczone nad oknami bocznymi oraz bagażnik dachowy (w późniejszych seriach już go nie montowano).

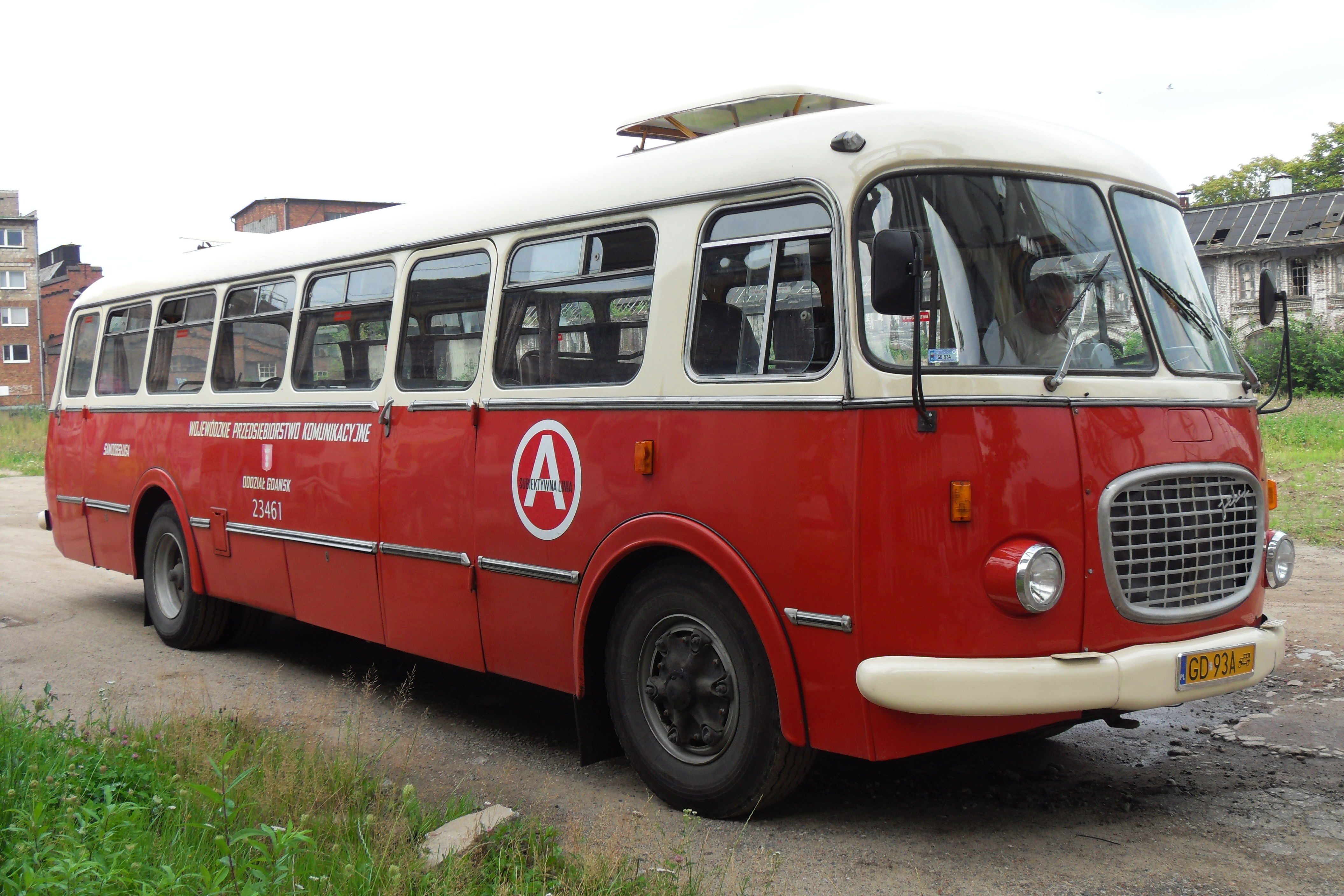
Jelcz 043

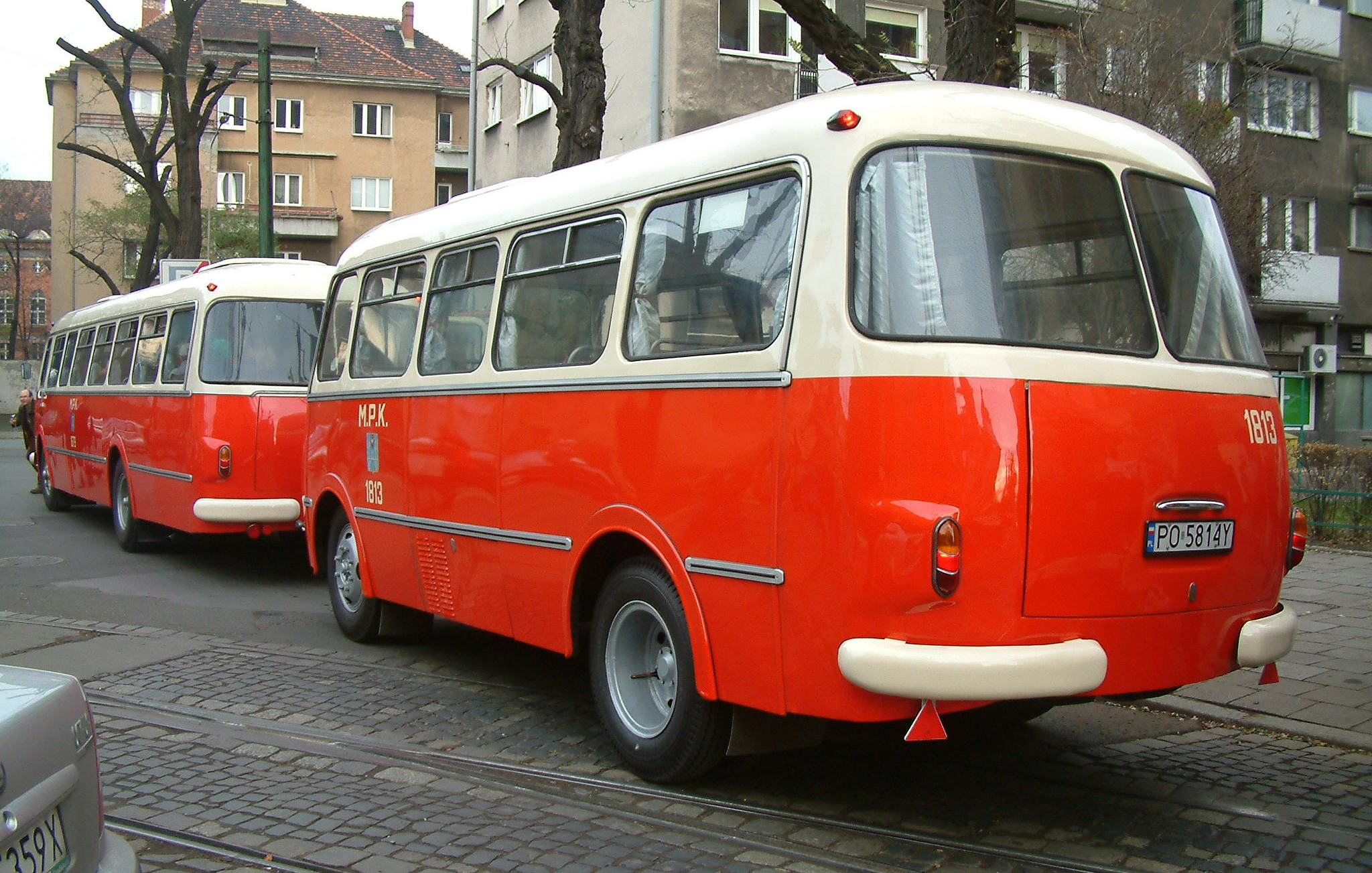
Jelcz 043 z przyczepą autobusową Jelcz PO-1

Do napędu autobusu Jelcz 043 zastosowano importowany z Czechosłowacji, wyposażony w bezpośredni wtrysk paliwa, 6-cylindrowy, rzędowy silnik wysokoprężny typu Škoda 706RT, o pojemności skokowej 11 781 cm³ i mocy maksymalnej 117,6 kW (160 KM). Jednostka napędowa zblokowana została z 5-biegową manualną, niezsynchronizowaną skrzynią biegów. Silnik umieszczony został w przedniej części pojazdu nad osią kół przednich, napęd na koła tylne przekazywany był poprzez dwuczęściowy wał o konstrukcji rurowej. W układzie jezdnym zastosowano sztywną oś przednią o przekroju dwuteowym, opartą na wzdłużnych półeliptycznych resorach piórowych oraz dwóch hydraulicznych amortyzatorach ramieniowych. Tylny most napędowy (przełożenie całkowite w większości pojazdów 5,62, nieliczne egzemplarze z „dalekobieżnym” mostem 4,87) zawieszony został na półeliptycznych resorach piórowych, dodatkowo wspartych przez hydrauliczne amortyzatory ramieniowe. Układ kierowniczy ze ślimakową przekładnią kierowniczą wyposażony został w nadciśnieniową pompę wspomagającą typu AB 125.
Pomimo wprowadzenia do oferty w 1979 roku nowego autobusu międzymiastowego Jelcz PR110IL oraz w 1984 roku jego następcy o oznaczeniu PR110D, produkcja modelu Jelcz 043 zakończona została dopiero w 1986 roku.
Na bazie modelu Jelcz 043 skonstruowane zostały autobusy miejskie Jelcz 272 MEX, Jelcz AP-02 i Jelcz 021 oraz autobusy turystyczne Jelcz 014 Lux/Jelcz 015 Lux i autobus podmiejski Jelcz 041. W pierwszej połowie lat 60. rozpoczęto produkcję przyczep autobusowych Jelcz PO-1, które stylizacją nadwozia nawiązywały do autobusu Jelcz 043, jednak posiadały odmienne rozwiązania konstrukcyjne.
Zmodernizowaną wersją autobusu Jelcz 043 był Jelcz 044, pojazd o identycznym nadwoziu, zawieszeniu, niemniej jednak całkowicie innym układzie napędowym. Do napędu użyto silnika ZS typu SW 680/55 produkowanego w WSK Mielec na podstawie licencji angielskiego przedsiębiorstwa Leyland. Ta sześciocylindrowa, pionowa jednostka o wtrysku bezpośrednim osiągała moc 147 kW (ok. 200 KM) przy 2200 obr./min przy pojemności skokowej 11,1 dm³. Zastosowano jednotarczowe sprzęgło cierne opracowane i produkowane w WSK Świdnik i opartą na licencji niemieckiego przedsiębiorstwa ZF skrzynkę przekładniową typu S6-90 (6-biegową), zblokowaną z silnikiem, o wszystkich biegach do przodu zsynchronizowanych. Bieg V był bezpośredni. Napęd przenoszony był na most tylny przez dwuczęściowy, rurowy wał napędowy. Użyto tu importowanego z Węgier mostu firmy Rába ze stożkową przekładnią główną i zwolnicami planetarnymi umieszczonymi w piastach kół. Całkowite przełożenie wynosiło 7,07. Dzięki zwiększonej mocy silnika poprawiły się właściwości trakcyjne, a „powolny” most napędowy zapewniał dużą siłę napędową, ułatwiającą pokonywanie wzniesień, dzięki czemu autobusy te doskonale sprawdzały się w komunikacji na terenach górskich.